# ロード・コーポレーション
ロード・コーポレーション（LORD Corporation）は、機械の動作管理と騒音振動の制御をするデバイスとシステムを設計、製造、販売する株式非公開の会社である。この会社は一般向けと専門的な接着剤と塗料の考案、生産、販売をしている。また磁気反応技術を利用して製品とシステムを開発している。ロード・コーポレーションはノースカロライナ州ケーリーに全世界の本社があり同社は1920年代にペンシルベニア州エリーで設立された。

## 沿革
1919年、ペンシルベニア州エリーの弁理士ヒュー・C・ロードは、衝撃、騒音、振動を分離し制御するためにゴムと金属を接着する可能性を探し始めた。このことがロード・コーポレーション設立につながり、加えて、化学製剤、接着工程、エラストマー、接着剤、塗料、接着したエラストマー性の固定物などの発明をした。1920年代の間、ゼネラル・エレクトリックはロードが製造したトロリー車用の部品を利用した。リンカーンとナッシュ・モーターズ・オートモービルズはまたロードのエンジン部品を利用し始めた。LORDは商標になり、後にロード・マニュファクチャリング・カンパニーが創設された。その会社の計器盤の部品はまた航空機産業により耐用年数の延長に利用されている。また自動車用に後の「ガンマ・プロダクト」と呼ばれるダイナフォーカル・サスペンションを開発している。
1940年代に、ロード・マニュファクチャリング・カンパニーが法人化された。その会社は多くの航空機製造会社へのエンジン部品の供給を予定した。鉄道車両とバスの部品が製造されロードは今までにない最初のエラストマー性の伝送機器とエンジンアイソレーター（ブラッシングとしても知られる）をヘリコプター用に創り出している。エラストマー性の合成物はまたロードにより1950年代の朝鮮戦争のために天然ゴムの代替物として開発されている。航空機のエンジン被覆を分離するための被覆部品と機関車用のモーター・ノーズ・サポートが製造されている。ロードは海運産業用の船外機部品を開発している。ケムロック接着剤が開発されている。その会社は重機の装置用にスナッビング・スカート部品を開発している。
1960年代 —
- ロードはペンシルベニア州シーガータウンにケムロック接着剤とケムグレーズ塗料を製造する設備を建設した。
- ロード・マニュファクチャリング・カンパニーはロード・コーポレーションに変更し、接着ゴムの固定物を製造するペンシルベニア州ケンブリッジスプリングス工場が開設し、ケンタッキー州ボーリンググリーンに製造工場が開設し、ロード・コーポレーション・ヨーロッパが設立された。
- ロードはロード・インダストリアルLTDAをブラジルのサンパウロ市に設立している。その会社は日本の座間市にケムロックを製造するジョイントベンチャーを創設し、それはロード・ファー・イーストIncに発展した。ロードはペンシルベニア州エリーに新しい本社を建設している。
- ロードは最初のエラストマー性のダンパーを設計し創り出している。そのジンバルリング部品とエラストマー性のベアリングがヘリコプター用に開発された。

1970年代 —
- ロードとベル・ヘリコプター[7] はノーダル・ビーム・パイロン・アイソレーション・システムのためのエラストマー系要素を設計した[8]。
- ロードはロード・インダストリアルLTDAをブラジルのサンパウロ市に設立した。
- ロードは製造工場をケンタッキー州ボーリンググリーンに開設した。
- フュソー・エポキシ接着剤とヴァーシロク・アクリリク接着剤の商標が認定された。
- ウルトラ・ヴァイオレット/エレクトリック・ビーム（UV/EB）硬化塗料とラミネート用接着剤の商標が認定された。[9]

1980年代 —
- ロード・メカニカル・プロダクツ・ディヴィジョンはマシニングセンタをオハイオ州デイトンで取得した。
- 環境に優しい水性接着剤が開発された。[10]
- ロード・ヨーロッパは産業と航空宇宙製品の創出を開始した。
- ロード・コリアがケムロック生産のために形成された。[11]
- ロード・エアロスペース・プロダクツは海軍機用にエラストマー性のベアリング開発を始めた。
- ロード・デ・メキシコが形成された。
- ロード・ソシエテ・アノニムがフランスに設立されロード・ファー・イーストが日本の甲府に移転した。
- ロード・ユーロメックとロードUKは合併して1990年代にロード・コーポレーション・ヨーロッパになった。
- ロードとヘンケル・ジャーマニーの間のベンチャー企業リオフォル・カンパニーが形成された。
- 上海ロードが初めて市場に出されケムロックを生産した。
- 磁気粘性装置レオネティックの商標が認定された。
- ロードは本社をノースカロライナ州ケーリーに移動した。
- ロードはバーク・パルマソン・ケミカル・カンパニー、マヴィドン・コーポレーション、キャストールIncを買収した。
- ロードの商標、磁気粘性シート・ダンピング装置モーション・マスターが認定された。[12]

2000年、ロード・メカニカル上海が建設された。ロード・マテリアルズ・ディヴィジョンはフォークリフトトラック用のステア・バイ・ワイヤ溶液を導入した。バラダイン・コーポレーションが取得され、航空機のプロペラ/回転機械用のアクティヴ・バランシング溶液が製造販売品に追加された。イタリアのモンツァンバーノにあるメタル・ゴンマ株式会社はロードが100パーセントの所有を完成し買収された。 レオネティックMRフリュイズの認定は自動車一次バネ制御装置に広がった。会社はメカニカル、ケミカル、マテリアル・プロダクト・ディヴィジョンを連結させるために再編成された。その会社はフロリダ州アポプカに本社のあるチューブライト・カンパニー有限会社と新たに流通の提携をすると発表した。 最初のメタルジャケット・コロージョン・コントロール・コーティング・ラインが設立された。その会社は単一の独立ブランドの下に世界で統一されている。ロードはゴムと基板の接着業とゴムコーティング業のヘンケルの資産を取得した。 ロードは補綴（ほてつ）装置を創り出すために、脊髄移植と人工補綴物を製造するドイツの会社ビーダーマン・モテークと提携した。

## 製品
現在の製品ライン: 接着剤、塗料、特殊化学品、電子材料、振動と運動の制御、磁気粘性（MR）流体。

## コーポレート・ガバナンス
現在の役員
ロード・コーポレーションの現在の12役員: リチャード・L・マクニール、マーク・ボリス、ジャック・デレオン、ジェラルド・M・エステス、ウィル・C・ヒンクストン、シャロン・A・ウィリアムズ、ジョゼフ・W・マロッタ、レーン・R・ミラー、ジョナサン・D・オーシュリ、テサ・L・オーシュリ、デヴィッド・サイポリン、ウィリアム・J・セラミ。

## テクノロジー
- Active Vibration Control（AVC）Systems: ロードAVCシステムズはヘリコプターの振動最小限化と軽量化に利用されている。[20]

- Automotive Aftermarket Adhesives: ロード・フュソー・オートモーティヴ・アフターマーケット接着剤は乗り物を事故以前の状態に戻すために利用されている。これらの接着剤は自動車基板の全種を修復するように考案されている。ロード・フュソーのラインは金属とプラスティック、継目処理材、防音材を接着するための接着剤を含む。[21]

- Balancing Systems: ロードの均衡装置は運転中の回転機械の不均衡を修正するように設計されている。ロード平衡器は回転の不均衡を監視しリアルタイムの修正、診断データを供給し、起動と終了のサイクル中の運転が可能である。[22]

- Corrosion Control Coatings: ロード・コーポレーションのメタルジャケット[23] コーティングは基板を腐食から保護し接着性を改善する。[24]

- Elastomer Bonding: ロードはエラストマー接着製剤のラインがあり、その製剤は、商用可能なエラストマー、多様な金属、硬質プラスティック基板に適用することができる。[25]

- Electronic Materials: ロードは電子回路組立のためのポッティング、コーティング、カプセル材の溶剤を供給し、それらはハイブリッド/コンポーネント厚膜材料、半導体実装材料、温度管理材料と同様である。[26][27][28][29]

- Fluid Vibration Isolation & Damping: 流体装置は特定の周波数の振動を分離するために、もしくは特定の周波数の弾み（Damping）を改善するために利用できる。[30][31]

- High Performance/Heat Reflective Coatings（HPC/HRC）: ロードHPC/HRCは下地基板への高密着性と高機械性を供給する（伸長600%）。それらはひとつの物質とともに作られるある部分の大半の余地を残し、その間に高性能/熱反射エラストマーの薄いコーティングが外部に追加される。[32][33]

- Industrial Metal Bonding Adhesives: ロードの接着剤は溶接、鋲、スクリュー、テープ、その他の伝統的な締め方に置き換えることができる。[34]

- MR Solutions: 磁気粘性（MR）流体は可逆的瞬間的に、自由流動性液体から半固体へ、制御可能な降伏強度とともに変更し、その時磁場に晒されている。ロードMR技術は自動車の顧客向け一次バネ制御の中に発見可能であり、現在軍事用に導入中である。[35][36]

## 環境・衛生・安全
ロードは環境・衛生・安全（EHS）の優先順位を考慮している。ロードは行動に基づく安全（BBS）プログラムがありISO 14001に認定されている。